# Власи (Пирот)
Власи је насеље Града Пирота у Пиротском округу. Према попису из 2022. годиненасеље има 26 становника (према попису из 2002. било је 71 становника).
Овде се налази Ветрена Дупка (пећина).

## Демографија
У насељу Власи живи 71 пунолетни становник, а просечна старост становништва износи 69,7 година (66,8 код мушкараца и 72,1 код жена). У насељу има 46 домаћинстава, а просечан број чланова по домаћинству је 1,54.
Становништво у овом насељу је мешовити српско и бугарско. У последњим деценијама двадесетог века село је доживело изразиту депопулацију и становништво се смањило на десетину некадашњег. Село нажалост припада све већој категорији села која изумиру.
|  |

| Демографија | Демографија | Демографија |
| Година      | Становника  | Становника  |
| ----------- | ----------- | ----------- |
| 1948.       | 710         |             |
| 1953.       | 732         |             |
| 1961.       | 527         |             |
| 1971.       | 269         |             |
| 1981.       | 188         |             |
| 1991.       | 138         | 138         |
| 2002.       | 71          | 78          |

| Етнички састав према попису из 2002.‍ | Етнички састав према попису из 2002.‍ | Етнички састав према попису из 2002.‍ | Етнички састав према попису из 2002.‍ | Етнички састав према попису из 2002.‍ |
| ------------------------------------ | ------------------------------------ | ------------------------------------ | ------------------------------------ | ------------------------------------ |
|                                      |                                      |                                      |                                      |                                      |
| Срби                                 | Срби                                 |                                      | 26                                   | 36,61%                               |
| Бугари                               | Бугари                               |                                      | 26                                   | 36,61%                               |
| непознато                            | непознато                            |                                      | 19                                   | 26,76%                               |

| Година пописа     | 1948. | 1953. | 1961. | 1971. | 1981. | 1991. | 2002. |
| ----------------- | ----- | ----- | ----- | ----- | ----- | ----- | ----- |
| Број домаћинстава | 129   | 139   | 134   | 103   | 87    | 72    | 46    |

| Број чланова      | 1  | 2  | 3 | 4 | 5 | 6 | 7 | 8 | 9 | 10 и више | Просек |
| ----------------- | -- | -- | - | - | - | - | - | - | - | --------- | ------ |
| Број домаћинстава | 25 | 17 | 4 | 0 | 0 | 0 | 0 | 0 | 0 | 0         | 1,54   |

| Пол    | Укупно | Неожењен/Неудата | Ожењен/Удата | Удовац/Удовица | Разведен/Разведена | Непознато |
| ------ | ------ | ---------------- | ------------ | -------------- | ------------------ | --------- |
| Мушки  | 31     | 3                | 21           | 6              | 1                  | 0         |
| Женски | 40     | 1                | 21           | 17             | 1                  | 0         |
| УКУПНО | 71     | 4                | 42           | 23             | 2                  | 0         |

| Пол    | Укупно                    | Пољопривреда, лов и шумарство | Рибарство                            | Вађење руде и камена | Прерађивачка индустрија       |
| ------ | ------------------------- | ----------------------------- | ------------------------------------ | -------------------- | ----------------------------- |
| Мушки  | 5                         | 1                             | 0                                    | 0                    | 1                             |
| Женски | 0                         | 0                             | 0                                    | 0                    | 0                             |
| УКУПНО | 5                         | 1                             | 0                                    | 0                    | 1                             |
| Пол    | Производња и снабдевање   | Грађевинарство                | Трговина                             | Хотели и ресторани   | Саобраћај, складиштење и везе |
| Мушки  | 0                         | 2                             | 0                                    | 0                    | 0                             |
| Женски | 0                         | 0                             | 0                                    | 0                    | 0                             |
| УКУПНО | 0                         | 2                             | 0                                    | 0                    | 0                             |
| Пол    | Финансијско посредовање   | Некретнине                    | Државна управа и одбрана             | Образовање           | Здравствени и социјални рад   |
| Мушки  | 0                         | 0                             | 0                                    | 0                    | 0                             |
| Женски | 0                         | 0                             | 0                                    | 0                    | 0                             |
| УКУПНО | 0                         | 0                             | 0                                    | 0                    | 0                             |
| Пол    | Остале услужне активности | Приватна домаћинства          | Екстериторијалне организације и тела | Непознато            | Непознато                     |
| Мушки  | 0                         | 0                             | 0                                    | 1                    | 1                             |
| Женски | 0                         | 0                             | 0                                    | 0                    | 0                             |
| УКУПНО | 0                         | 0                             | 0                                    | 1                    | 1                             |

## Галерија
- Власи
- Власи
- Село Власи и долина реке Јерме виђени са видиковца Равног Камика.
- Село Власи и долина реке Јерме виђени са видиковца Равног Камика.